# Ашаеш
Ашаеш — река в России, протекает в Башкортостане. Представляет собой рукав реки Белая. Устье реки находится в 77 км по правому берегу реки Белая. Длина реки составляет 17 км.
Правый приток — река Кельтей. На правом берегу реки Ашаеш расположены деревни Старый Каинлык и Янгузнарат.

## Данные водного реестра
По данным государственного водного реестра России относится к Камскому бассейновому округу, водохозяйственный участок реки — Белая от города Бирск и до устья, речной подбассейн реки — Белая. Речной бассейн реки — Кама.
Код объекта в государственном водном реестре — 10010201612111100026800.